# Cionarino della Faggiuola
Cionarino della Faggiuola (Romanya, s. XIV), també citat com a Cionarine o Cinnerino, va ser un noble italià. Era un dels fills de Paolozzo di Ribaldo della Faggiuola i germà d'Arrigo della Faggiuola. Juntament amb Arrigo, va ser senyor del castell de Selvapiana, a més de construir-ne a San Stefano, Corneto, Cuotolo, Colorio i San Agnolo, entre d'altres, que havien rebut com a privilegi imperial. Al capdavall, ambdós germans van dividir-se les terres i a Cionarino li va tocar Selvapiana. De fet, les altres fortaleses i llocs van ser usurpats i presos per la família Ordelaffi, el comte de Bagno i altres. Va tenir un fill il·legítim anomenat Paolozzo, que va quedar apartat de la successió a causa de la bastardia, i els béns del seu nebot Paolozzo van anar a mans de Florència.